# William Cunningham (economista)
William Cunningham (Edimburgo, 29 dicembre 1849 – Cambridge, 10 giugno 1919) è stato un economista inglese.

## Biografia
Frequentò l'Accademia di Edimburgo e  il Trinity College di Cambridge, si laureò con un BA nel 1873. Nello stesso anno prese gli ordini sacri per poi servire come cappellano del Trinity College tra il 1880 e il 1891. Fu lettore universitario di storia tra il 1884 e il 1891, anno in cui fu nominato professore di economia e statistica presso il King's College London, carica che ricoprì fino al 1897, e lettore di storia economica presso l'Università di Harvard (1899). Divenne vicario della Church of St Mary the Great, a Cambridge, nel 1887, e membro British Academy. Nel 1907 fu nominato arcidiacono di Ely.
Growth of English Industry and Commerce during the Early and Middle Ages (1890; 4th ed., 1905) e Growth of English Industry and Commerce in Modern Times (1882;. 3rd ed, 1903) sono un punto di riferimento nello studio storico dell'industria inglese.
Difensore della politica imperialista di Joseph Chamberlain, Cunningham criticò fortemente il libero scambio sostenendo politiche protezionistiche. Era un critico anche della nascente economia neoclassica, in particolare per quanto proponeva il suo collega, Alfred Marshall, e in generale la Scuola di Cambridge. 

## Opere

### Opere maggiori
- Growth of English Industry and Commerce during the Early and Middle Ages (1890; 4th ed., 1905)
- Growth of English Industry and Commerce in Modern Times (1882;. 3rd ed, 1903)
- Il progresso del capitalismo in Inghilterra (1916)

### Altre
- Growth of English Industry and Commerce in Modern Times (1882)
- The Use and Abuse of Money (1891);
- Alien Immigration (1897)
- The Rise and Decline of Free Trade (1905).

### Articoli
- L'imparzialità dello storico, in Rivista di Scienza, Vol. I, 1907.